# Roman Lentner
Roman Lentner (Chropaczów, Polonia; 15 de diciembre de 1937 – Berlín, Alemania; 15 de marzo de 2023) fue un futbolista polaco que jugaba en la posición de delantero.

## Carrera en el club
Fue formado en las fuerzas básicas del club Czarni Chropaczów. Jugó para el equipo de Chropaczów en los años 1947-1953, una vez en 1956. En 1953, se convirtió en jugador de LZS Karlino, donde jugó hasta 1956. En el mismo año se convirtió en jugador del Górnik Zabrze. Jugó 14 temporadas en el club de Zabrze, participando en 241 partidos. Con Górnik, ganó el título de campeón de Polonia en ocho ocasiones y ganó la Copa de Polonia en tres ocasiones.
En 1967, en el partido de su Górnik contra el Stal Sosnowiec, marcó un gol en el 6.º segundo del partido [2]. Terminó su carrera futbolística a los 31 años debido a una lesión en la pierna de la cual nunca se recuperó a pesar de recibir muchos tratamientos. [2].

## Selección nacional
Como jugador del Górnik Zabrze, fue convocado a la Selección polaca. Hizo su debut con la Selección polaca el 19 de mayo de 1957 en una derrota por 0-1 contra Turquía en Varsovia. Apareció en los Juegos Olímpicos de Roma en 1960 y en 1967, en el legendario partido 2:1 en el Estadio de Silesia contra la URSS [2] (hasta su muerte en 2023, fue uno de los dos participantes vivos de este partido), junto a Lucjan Brychczy [ 2] ).

## Vida privada
Nació el 15 de diciembre de 1937 en Chropaczów. Era hijo de Paweł y Elżbieta Jureczko, graduado de una escuela vocacional con las profesiones de tornero, agrimensor, técnico - minero. Después de que terminó su carrera futbolística, se convirtió en entrenador.

## Galardón
Fue condecorado con la Cruz de Oro al Mérito. En 1988, Lentner se mudó a Alemania y vivió en Berlín [3] [4]. Tuvo problemas cardíacos, sufriendo dos veces infartos [2]. Murió el 15 de marzo de 2023 en Berlín [1] [2].

## Carrera

### Club
| Periodo   | Club              |
| --------- | ----------------- |
| 1956      | Czarni Chropaczów |
| 1956–1969 | Górnik Zabrze     |
| 1969–1970 | GKS Wesoła        |

### Selección nacional
Jugó para Polonia en 32 ocasiones de 1957 a 1966 y anotó siete goles; participó en los Juegos Olímpicos de Roma 1960.

## Logros

### Club
- Ekstraklasa (8): 1957, 1959, 1961, 1962–63, 1963–64, 1964–65, 1965–66, 1966–67
- Copa de Polonia (3): 1964–65, 1967–68, 1968–69

### Individual
- Cruz al Mérito de Polonia.